# Луна-18
«Луна-18» — советская автоматическая межпланетная станция (АМС) для изучения Луны и космического пространства.
2 сентября 1971 года осуществлён пуск ракеты-носителя «Протон-К / Д», которая вывела на траекторию полёта к Луне АМС «Луна-18». 4 сентября и 6 сентября 1971 осуществлены коррекции траектории полёта станции. 7 сентября 1971 «Луна-18» выведена на орбиту вокруг Луны. Параметры орбиты станции составляют: наклонение орбиты к плоскости лунного экватора — 35°; период обращения вокруг Луны — 119 минут; высота над поверхностью Луны — 100 километров. 11 сентября 1971 года предпринята попытка посадки станции «Луна-18» на поверхность Луны. Посадку предполагалось провести в сложных условиях гористой местности в Море Изобилия в точке с координатами 3 градуса 34 минуты северной широты и 56 градусов 30 минут восточной долготы. Попытка не удалась и станция упала на поверхность Луны, не выполнив задач полёта.